# Принц Абдулах
Принц Абдулах (тур. Şehzade Abdullah; 1543 — 1568) је био син османског султана Селима II и његове друге супруге Селимије Хатун.

## Живот
Принц Абдулах је рођен као најстарије дете Селима II и његове друге супруге Селимије Хатун, када је његов отац проглашен за Султана 1566. године, Селим је прво послао Абдулаха у Провинцију Манису, па тек после Принца Мурата на шта се Селимова прва супруга Султанија Нурбану јако противила. Принц је отрован 1568. године, а сумња се да иза тровања стоји Султанија Нурбану, која је наредила Абдулаховим слугама да га отрују, после његове смрти санџакбег Манисе постао је његов полубрат Мурат III.